# Žuan Čchung-wu
Žuan Čchung-wu (čínsky pchin-jinem Ruǎn Chóngwǔ, znaky zjednodušené 阮崇武; * 28. května 1933) je bývalý čínský komunistický politik, postupně ministr veřejné bezpečnosti (1985–1987), ministr práce a sociálního zabezpečení (1989–1993) a tajemník chajnanského provinčního výboru KS Číny a guvernér Chaj-nanu (obojí 1993–1998). V letech 1985–1997 byl členem ústředního výboru KS Číny.

## Život
Žuan Čchung-wu se narodil 28. května 1933 v okrese Chuaj-an na severozápadě provincie Che-pej. Roku 1952 vstoupil do Komunistické strany Číny. Studoval na Moskevském strojírenském institutu, který absolvoval roku 1957. Po návratu do Číny pracoval ve výzkumném institutu prvního ministerstva strojírenství v Šen-jangu, roku 1962 byl přeložen do Šanghaje na místo zástupce ředitele výzkumného ústavu materiálů. Od roku 1971 byl zástupcem tajemníka šanghajské pobočky Asociace vědeckých pracovníků. V letech 1978–1983 sloužil jako vědecký atašé na čínském velvyslanectví v Bonnu.
Roku 1983 byl jmenován náměstkem starosty Šanghaje. V září 1985 povýšil na ministra veřejné bezpečnosti, v úřadu podporoval modernizační iniciativy Teng Siao-pchinga. Současně byl v rámci reorganizace vedení KS Číny v září 1985 přibrán do ústředního výboru strany. V dubnu 1987 byl přeložen na místo náměstka Státní komise pro vědu a technologii. Na XIII. sjezdu KS Číny v říjnu/listopadu 1987 byl znovuzvolen členem ústředního výboru (a opětovně zvolen na XIV. sjezdu v říjnu 1992, v ÚV sloužil do XV. sjezdu v září 1997). V červenci 1989 byl jmenován ministrem práce a sociálního zabezpečení.
V lednu 1993 byl z Pekingu převeden na Chaj-nan, kde převzal funkci tajemníka provinčního výboru KS Číny a od února 1993 i guvernéra provincie, oba úřady vykonával do února 1998. V závěru politické kariéry působil po jedno volební období (březen 1998 – březen 2003) ve stálém výboru Všečínského shromáždění lidových zástupců, roku 2003 byl opět zvolen poslancem Všečínského shromáždění lidových zástupců, ale při volbách stálého výboru neuspěl.